# Діувке Феттер
Діувке Феттер (26 січня 1991 , Амстердам ) — нідерландський веслувальник, срібний призер Олімпійських ігор 2024 року, призер чемпіонатів світу та Європи.

## Виступи на Олімпіадах
| Олімпіада  | Дисципліна | Місце |
| ---------- | ---------- | ----- |
| Париж 2024 | вісімки    | 2     |

## Зовнішні посилання
- Діувке Феттер на сайті World Rowing (англійська)